# Џермантаун (Илиноис)
Џермантаун (енгл. Germantown) град је у америчкој савезној држави Илиноис.

## Демографија
По попису из 2010. године број становника је 1.269, што је 151 (13,5%) становника више него 2000. године.
| Група             | 2000.         | 2010.         |
| Белци             | 1.105 (98,8%) | 1.210 (95,4%) |
| Афроамериканци    | 0 (0,0%)      | 3 (0,2%)      |
| Азијати           | 2 (0,2%)      | 0 (0,0%)      |
| Хиспаноамериканци | 6 (0,5%)      | 47 (3,7%)     |
| Укупно            | 1.118         | 1.269         |